# Kawasaki Heavy Industries
Kawasaki Heavy Industries, Ltd. (川崎重工業株式会社 Kawasaki Jūkōgyō Kabushiki-gaisha?) (TYO: 7012) es una corporación internacional con sede en las ciudades japonesas de Chūō-ku (Kobe) y Minato (Tokio).
La compañía toma el nombre de su fundador, Shozo Kawasaki, y no tiene conexión con la ciudad de Kawasaki (Kanagawa).
Fuera de Kōbe, Japón, Kawasaki se conoce principalmente por la producción de motocicletas y vehículos todoterreno, a pesar de que la compañía y sus subsidiarias también fabrican motos de agua, barcos, plantas industriales, tractores, trenes, pequeños motores, y equipamiento aeroespacial (incluyendo aviones militares). Ha sido subcontratista para trabajos en aviones a reacción (incluidos los jumbo jets) para Boeing, Embraer, y Bombardier.

## Historia
En 1878 Shozo Kawasaki en Tokio creó el astillero Kawasaki Tsukiji y pusieron con ello la primera piedra para la fundación del futuro imperio económico.
En 1901 Kawasaki fabrica el primer motor de vapor de Japón, antes de la Segunda Guerra Mundial contribuyó crucialmente al desarrollo de la flota que a la postre serviría para la guerra en el Pacífico.
El avión más famoso que produjo Kawasaki para la Segunda Guerra Mundial era el Kawasaki Ki-61 Hien.
Tras la guerra, Kawasaki reformó su cadena de montaje para la guerra y se alejó definitivamente de la industria de armamento. Primero fabricó motores de cuatro tiempos con 148-150 cm³. En enero de 1961 la primera motocicleta salió de la fábrica; éstas se llamaron 125 B7.
Poco más tarde Kawasaki retomó la construcción aeronáutica, pero en este caso se dedicó a la aviación civil y construyó el avión de transporte Kawasaki C-1 y un avión de entrenamiento llamado Kawasaki T-4 para las fuerzas de autodefensa japonesas.
En la actualidad Kawasaki Heavy Industries no solo se dedica a la producción de motocicletas, también es una de las empresas destacadas en el desarrollo robótico y del ferrocarril de alta velocidad.

## Productos

### Aeroespacial

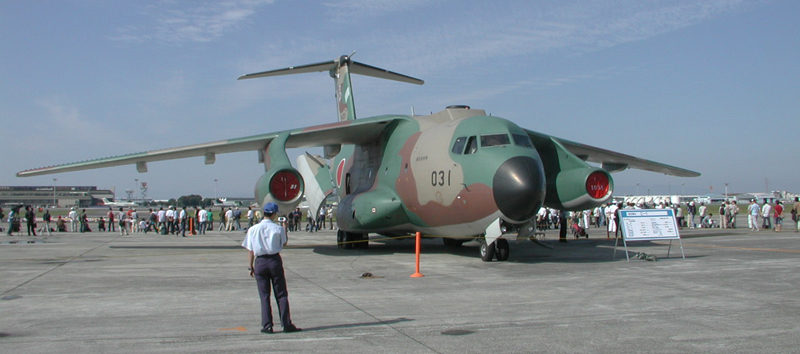
Transporte militar Kawasaki C-1 de la JASDF en JASDF Komaki AB.

Productos principales
- Aviones
- Sistemas espaciales
- Helicópteros
- Simuladores
- reactores
- Misiles
- Equipamiento electrónico

### Material rodante
Productos principales

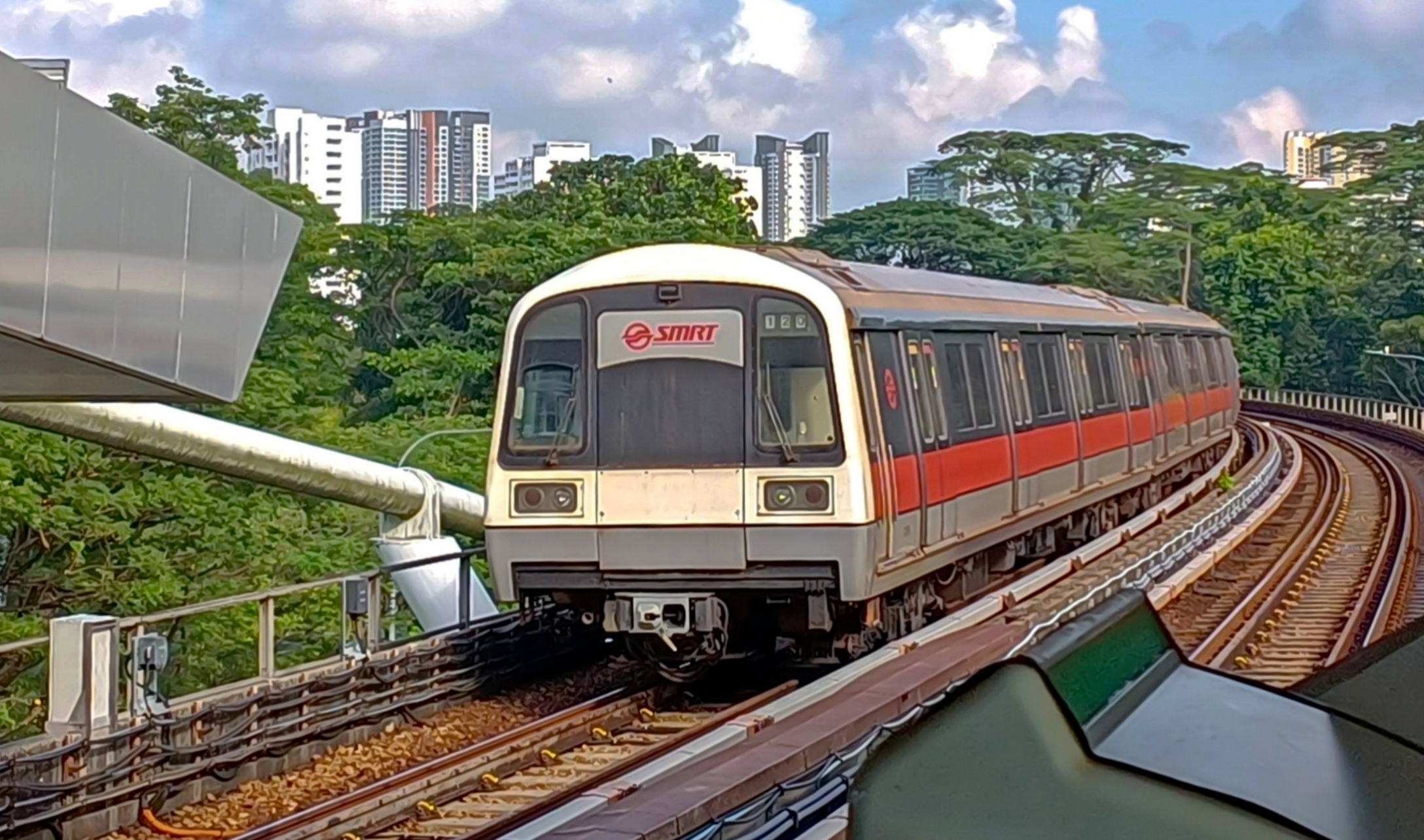
Kawasaki C151 en Singapur MRT.

- trenes eléctricos (incluidos los trenes Shinkansen)
- Monorrieles
- vagones de pasajeros y de carga
- Locomotoras Diésel
- Locomotoras Eléctricas
- Platform screen door systems

### Barcos
Productos principales

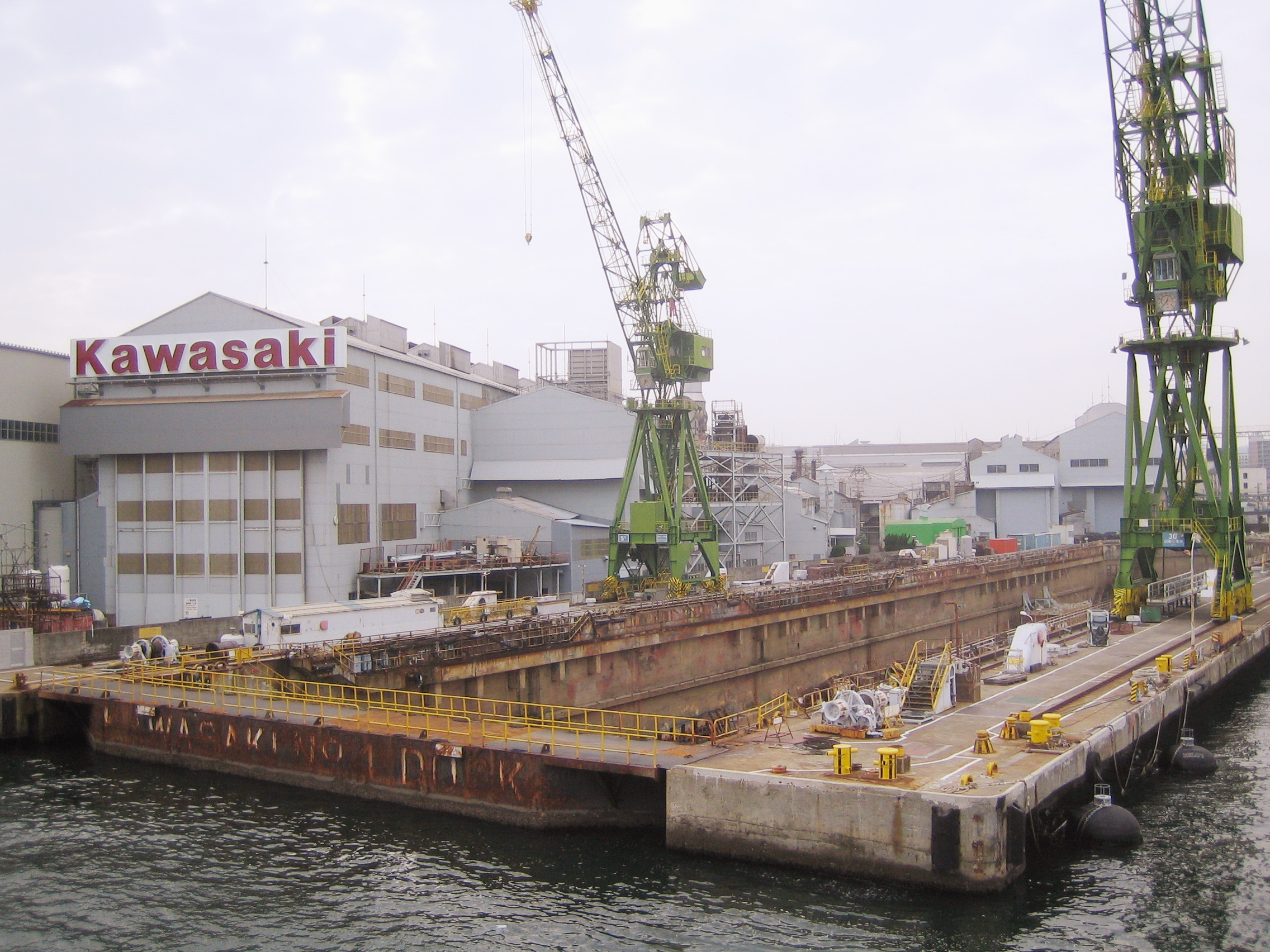
Astillero de Kawasaki en Kobe.

- Buque tanque de gas natural líquido
- Buque tanque para gas de petróleo licuificado
- Buques portacontenedores
- Buques portacontenedores de alta velocidad
- Submarinos
- Super tanques petroleros
- Buques cargueros
- Plataformas marítimas
- Maquinaria y Equipo marítimo

### Instalaciones y plantas de energía
Productos principales
- Turbinas de gas, Generadores eléctricos
- Sistemas de cogeneración
- Turbinas generadoras eléctricas de viento
- Sistemas de manejo de cenizas
- Plantas de poder de ciclo combinado
- Equipo para plantas eléctricas nucleares
- Calentadores y calderas

### Equipamiento industrial

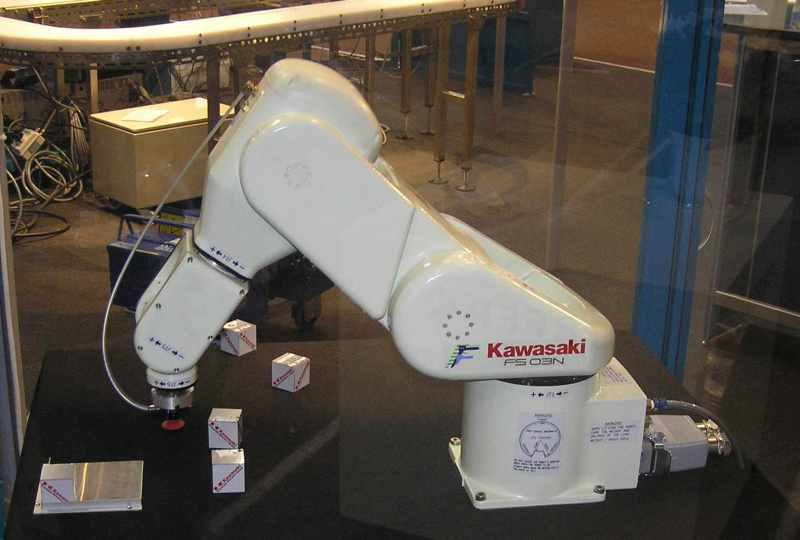
Robot industrial Kawasaki FS-03N.

Productos principales
- Plantas Industriales
- Robots Industriales
- Maquinaria Eólica
- Equipo Hidráulico

### Medio ambiente y reciclado
Productos principales
- Plantas de incineración municipales
- Sistemas de tratamiento de agua
- Equipo para reciclado de desechos municipales
- Equipo de desulfuración de desechos

### Infraestructura
Productos principales
- Palas cargadoras
- Maquinaria para Construcción
- Maquinaria para perforación de túneles
- Puentes de acero
- Tanques para Gas natural y Gas licuado de petróleo
- Aeropuertos, Puertos marítimos y productos relacionados

### Motocicletas, todoterrenos y motos de agua

#### Kawasaki Heavy Industries Motorcycle & Engine
Productos principales

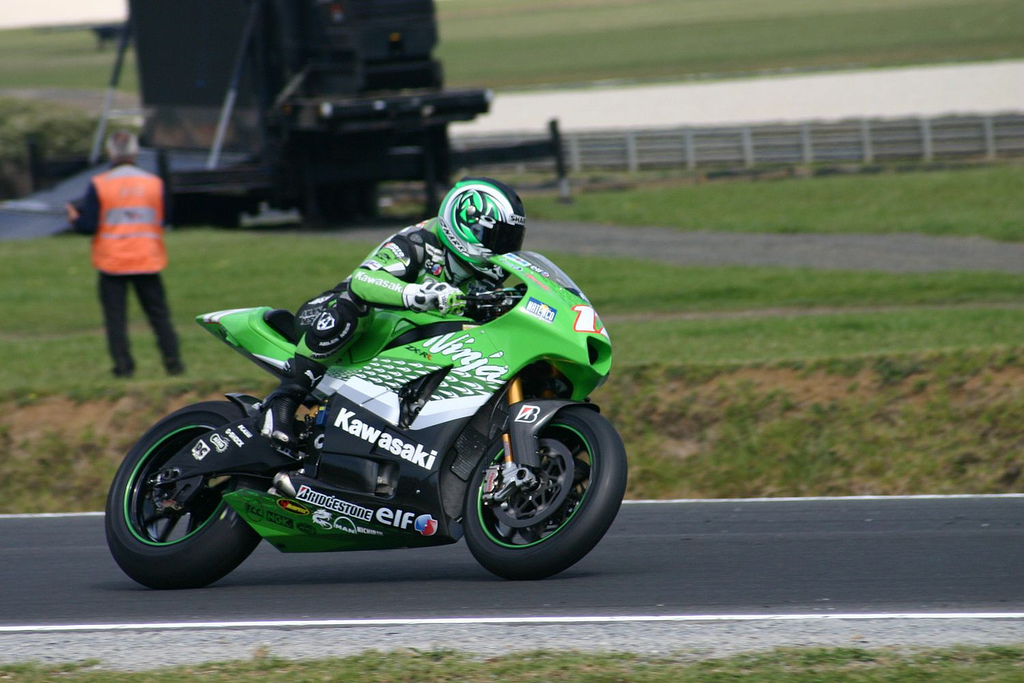
Kawasaki Ninja ZX-RR

- Motocicletas, ver los modelos Kawasaki
- Todoterrenos
- Vehículos utilitarios
- Motos de agua
- Motores de gasolina de uso general

## Afiliadas y subsidiarias

### Japón
- Akashi Ship Model Basin Co., Ltd.
- Alna Yusoki-Yohin Co., Ltd.
- Benic Solution Corp.
- EarthTechnica Co., Ltd.
- Enetec Co., Ltd.
- Fukae Powtec Corp.
- JP Steel Plantech Co.
- Kawaju Akashi Service Co., Ltd.
- Kawasaki Engineering Co., Ltd.

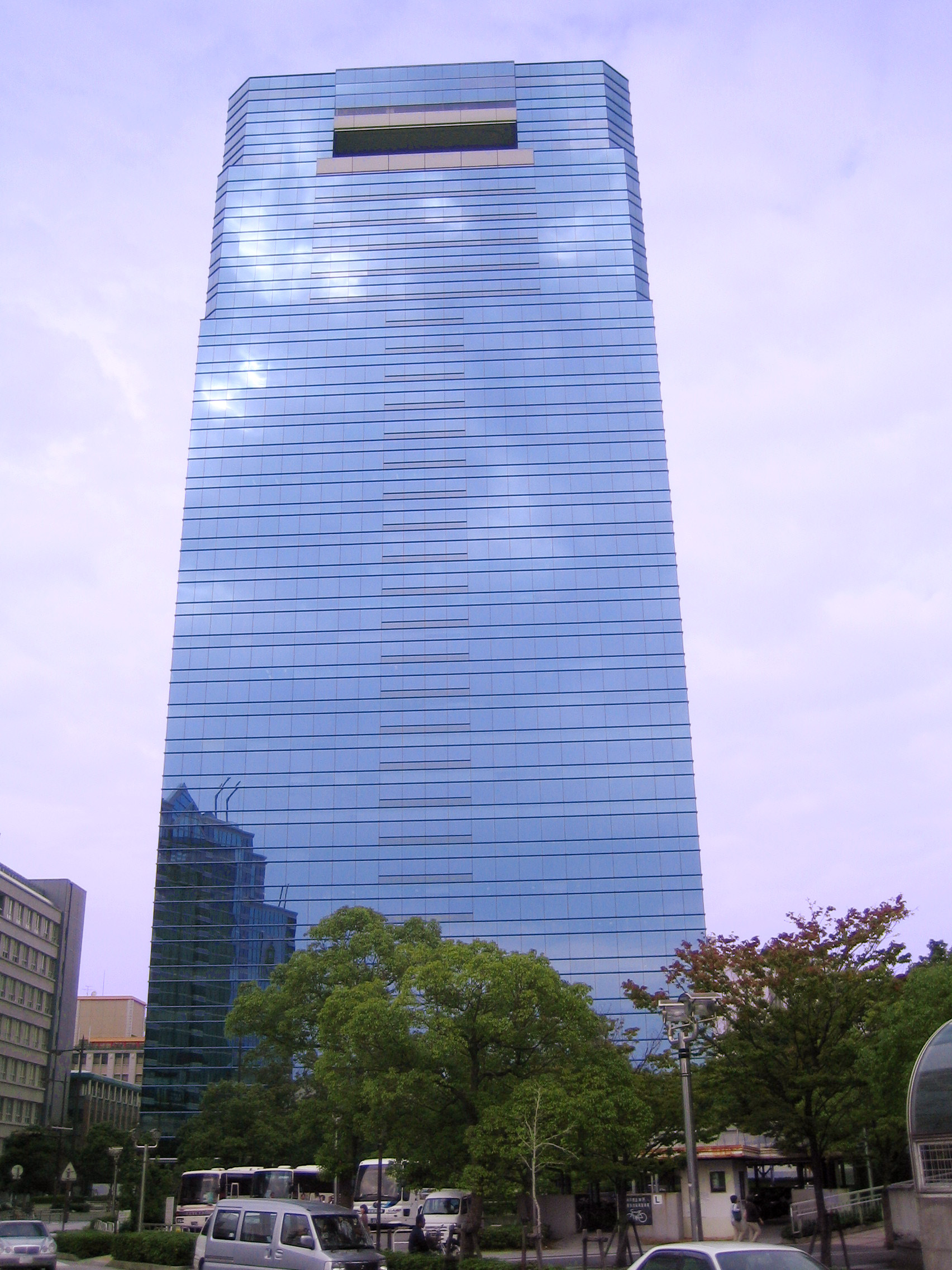
Sede central de Kawasaki Heavy Industries en el Kobe Crystal Tower

- Kawasaki Oita Manufacturing Co., Ltd.
- Kawasaki Metal Industries, Ltd.
- Kawasaki Setsubi Kogyo Co., Ltd.
- Kawasaki Shipbuilding Corporation
- Kawasaki Plant Systems, Ltd.
- Kawasaki Precision Machinery Ltd.
- Kawasaki Machine Systems, Ltd.
- Kawasaki Motors Corporation Japan
- Kawasaki Hydromechanics Corp.
- Kawasaki Life Corporation
- Kawasaki Naval Engine Service, Ltd.
- Kawaju Akashi Engineering Co., Ltd.
- KEE Environmental Construction, Co. Ltd.
- KEE Environmental Service, Ltd.
- Kawaju Gifu Service Co., Ltd.
- Kawaju Gifu Engineering Co., Ltd.
- Kawasaki Prime Mover Engineering Co., Ltd.
- Kawasaki Construction Co., Ltd.
- Kawasaki Rolling Stock Technology Co., Ltd.
- Kawasaki Rolling Stock Component Co., Ltd.
- Kawaju Shoji Co., Ltd.
- Kawaju Techno Service Corp.
- Kawaju Tokyo Service Corp.
- Kawaju Facilitech Co., Ltd.
- Kawasaki Thermal Engineering Co., Ltd.
- K Career Partners Corp.
- K-GES Co., Ltd.
- K-Tec Corp.
- KGM (Kawaju Gifu Manufacturing) Co., Ltd.
- Kawasaki Setsubi Kogyo Co., Ltd.
- Kawasaki Construction Machinery, Hokkaido Ltd.
- Kawaju Sakaide Service Co., Ltd.
- Kawaju Kobe Support Co., Ltd.
- Kawaju Marine Engineering Co., Ltd.
- KHI JPS Co., Ltd.
- Kawasaki Shipbuilding Inspection Co., Ltd.
- Kawasaki Gas Turbine Research Center Ltd.
- Nichijo Manufacturing Co., Ltd.
- NIPPI Corporation
- Sapporo Kawasaki Rolling Stock Engineering Co., Ltd.
- Technica Corp.
- Union Precision Die Co., Ltd.

### Internacionales

#### América del norte
- Canadian Kawasaki Motors Inc.
- Kawasaki Construction Machinery Corp. of America
- Kawasaki Heavy Industries (E.U.A.), Inc.
- Kawasaki Motors Corp., E.U.A.
- Kawasaki Motors Manufacturing Corp., E.U.A.
- Kawasaki Precision Machinery (E.U.A.), Inc.
- Kawasaki Rail Car, Inc.
- Kawasaki Robotics (E.U.A.), Inc.

#### América Central
- Kawasaki Costa Rica (Todo Motor S,A).

#### América del Sur
- Kawasaki do Brasil Industria e Comercio Ltda.
- Kawasaki Motores do Brasil Ltda.
- Kawasaki Colombia - Auteco S.A.
- Kawasaki Venezuela - Kawa-Line S.A.
- Kawasaki Uruguay - Kenilme S.A.

#### Asia
- Kawasaki Marine Machinery Co. Ltd. (Wuhan)
- Kawasaki Heavy Industries Ship Engineering Co. Ltd. (Nantong, China; COSCO)
- Kawasaki Heavy Industries Machinery Trading Co. Ltd. (Shanghái, China)
- Kawasaki Heavy Industries Technology Co. Ltd. (Dalian, China)
- Kawasaki Precision Machinery (China) Ltd.
- Kawasaki Robotics Co. Ltd. (Tianjin, China)
- Kawasaki Heavy Industries Ltd. (Hong Kong)
- Kawasaki Machine Systems Ltd. (Korea)
- Kawasaki Gas Turbine Asia Sdn. Bhd. (Malaysia)
- P.T. Kawasaki Motor (Indonesia)
- Kawasaki Heavy Industries Pte. Ltd. (Singapur)
- Kawasaki Motors Enterprise Co. Ltd. (Tailandia)
- Kawasaki Heavy Industries Design & Technical Service Inc.
- Kawasaki Motors Corporation (Philippines)

#### Oceanía
- Kawasaki Motors Pty. Ltd.

#### Europa
- Kawasaki
- Kawasaki Precision Machinery (U.K.) Limited
- Kawasaki Robotics (U.K.) Ltd.
- Kawasaki Robotics G.m.b.H.
- Kawasaki Manufacturer (North Wales) Ltd.
- Kawasaki Gas Turbine Europe GmbH
- Kawasaki Motors Europe N.V.
- Kawasaki Heavy Industries Europe Finance B.V.
- Kawasaki Heavy Industries (Europe) B.V.

## Partners

### Europa
- Kawasaki Robotics Iberian HUB (Spain & Portugal)  -  Distribuidor oficial Larraioz Elektronika : canal de venta, consultoría, formación y soporte técnico oficial de Kawasaki Robotics para el mercado español.